# Tân Phong, Bình Xuyên
Tân Phong là một xã thuộc huyện Bình Xuyên, tỉnh Vĩnh Phúc, Việt Nam,
Xã có diện tích 5,43 km², dân số năm 2019 là 6436 người, mật độ dân số đạt 1185 người/km².